# Calliophis castoe
Espèce
Calliophis castoe est une espèce de serpents de la famille des Elapidae.

## Répartition
Cette espèce est endémique d'Inde. Elle se rencontre au Maharashtra, à Goa et au Karnataka.

## Étymologie
Cette espèce est nommée en l'honneur de Todd Adam Castoe.

## Publication originale
- Smith, Ogale, Deepak & Giri, 2012 : A new species of coralsnake of the genus Calliophis (Squamata: Elapidae) from the west coast of peninsular India. Zootaxa, n. 3437, p. 51–68.